# Paraoxypilus verreauxii
Paraoxypilus verreauxii är en bönsyrseart som beskrevs av Henri Saussure 1870. Paraoxypilus verreauxii ingår i släktet Paraoxypilus och familjen Amorphoscelidae. Inga underarter finns listade i Catalogue of Life.